# Proformica caucasea
Proformica caucasea är en myrart som först beskrevs av Santschi 1925.  Proformica caucasea ingår i släktet Proformica och familjen myror. Inga underarter finns listade i Catalogue of Life.